# 1750
Cette page concerne l'année 1750  du calendrier grégorien. Pour l'année 1750 av. J.-C., voir 1750 av. J.-C.
L'année 1750 est une année commune qui commence un jeudi.

## Événements
- 13 janvier : traité de Madrid, prévoyant des rectifications de frontières entre Portugal et Espagne en Amérique du Sud : la Colônia de Sacramento devait être échangée contre les sept missions jésuites de l’Uruguay[1]. Les Indiens des réductions jésuites, soutenus et armés par les religieux, refusent l’incorporation au Portugal (Guerre des Guaranis), au point qu’il faudra réviser le traité en 1761.
  - Après ce traité des limites, une équipe de cartographes, dirigée par Mendonça Furtado, explore l’Amazone[2].
  - La mainmise sur le territoire des sept missions permet aux Britanniques, alliés aux Portugais, de pratiquer la contrebande avec le Pérou en évitant les contestations avec les Espagnols du Rio de la Plata[2].
- 29 juin : le Séfévide Abū Turāb est proclamé Chah de Perse sous le nom d'Ismaïl III, par Karim Khan Zend (1750-1779) qui exerce le pouvoir avec le titre de Vakil (régent) d’Iran avec Chiraz pour capitale[3]. En 1760, il fonde la dynastie Zand.
- 30 juillet, Madagascar : Bétia, fille du roi Betsimisaraka Ratsimilaho  cède l'île Sainte-Marie à la France[4]. 
  - à la mort de Ramaromanompo, le royaume de Betsimisaraka se disloque. Zanahary règne sur le Betsimisaraka jusqu'en 1767[5].
- Septembre, Guerre anglo-micmac : construction de Fort Lawrence sur les ruines de Beaubassin par Charles Lawrence, en Nouvelle-Écosse[6].
- 11 novembre : le gouverneur civil du Tibet Gyurme Namgyal, fils du général Pholané au pouvoir depuis 1747, qui avait comploté avec les Dzoungars, est assassiné par les amban, représentants de l'empereur de Chine à Lhassa. Les opposants au protectorat chinois, menés par l'intendant Lobsang Trashi (de), suscitent une émeute et les résidents chinois sont massacrés. Les insurgés n’obtiennent cependant pas le soutien de la noblesse tibétaine et doivent fuir en Dzoungarie le 21 novembre. L'empereur Qianlong envoie une expédition conduite par le général Bandi pour rétablir l'ordre[7]. En 1751 le gouvernement du Tibet est de nouveau confié aux dalaï-lamas[8]. Le pouvoir passe entre les mains des régents, religieux gelugpa, et les intrigues au sein du cabinet des ministres et les grandes familles servent de politique pendant plus d’un siècle.
- 29 novembre : déposition du pacha Babeker[9]. Le pachalik marocain de Tombouctou n’existe plus.
- Début du règne de Kusi Obodom, asantehene des Ashanti (déposé en 1764). Il se contente de consolider le territoire conquis par ses prédécesseurs[10].
- La dynastie Qing envoie des troupes du Yunnan en Birmanie pour aider Mahadhammaraza Dipadi, dernier roi de la dynastie Taungû, qui sont vaincues par les Môns ; le royaume tombe deux ans plus tard[11].

### Europe
- 22 février[12] : Cyrille Razoumovski, frère d'Alexis Razoumovski, époux morganatique d’Élisabeth de Russie, est élu hetman. Les fonctionnaires russes quittent l’Ukraine, dont la tutelle passe du Sénat au collège des Affaires étrangères[13].
- 31 juillet : début du règne de Joseph Ier de Portugal (fin en 1777)[14].
- 3 août : Sebastião José de Carvalho e Melo (futur marquis de Pombal, 1699-1782), devient ministre des Affaires Étrangères au Portugal[14].
- 5 octobre : le ministre espagnol José de Carvajal et l'ambassadeur britannique Benjamin Keene signent au Palais du Buen Retiro à Madrid une convention qui complète le traité d'Aix-la-Chapelle. La Grande-Bretagne renonce à l’asiento et au vaisseau de permission  basé à Porto Belo (isthme de Panama) pour la somme de 100 000 livres sterling et obtient la clause de la nation la plus favorisée[15].
- 27 octobre : Kaunitz, nommé ambassadeur d'Autriche à Versailles arrive à Paris (fin en 1753)[16].
- 30 octobre : convention de Saint-Pétersbourg entre l'Autriche, la Russie et le Royaume-Uni[17].
- 18 novembre : inauguration du pont de Westminster[18].

## Naissances en 1750
- 1er janvier : Frederick Muhlenberg, homme politique américain († 4 juin 1801).
- 7 janvier : Jean-Xavier Bureau de Pusy, ingénieur militaire et homme politique français († 2 février 1806).
- 18 janvier : Johann Gottlob Schneider, philologue et naturaliste allemand († 12 janvier 1822).
- 20 janvier : Gilles-Joseph-Evrard Ramoux, écrivain, botaniste et musicien belge († 8 janvier 1826).
- 14 février : René Desfontaines, botaniste français († 16 novembre 1833).
- 4 mars : Giuseppe Cades, peintre, dessinateur, sculpteur et graveur italien († 8 décembre 1799).
- 9 mars : Johann Friedrich August Tischbein, peintre allemand († 21 juin 1812).
- 16 mars : Caroline Herschel, astronome britannique d'origine allemande († 9 janvier 1848).
- 1er avril : Hugo Kołłątaj, militant et écrivain politique, théoricien et philosophe polonais († 28 février 1812).
- 12 mai : René Vallée, prêtre réfractaire († 12 mai 1794)
- 20 mai : Stephen Girard, armateur, banquier et philanthrope américain d'origine française († 26 décembre 1831).
- 21 mai : Grégoire Jagot, homme politique révolutionnaire français († 22 janvier 1838).
- 21 juin : Thomas Spence, homme politique et écrivain britannique († 8 septembre 1814).
- 25 juin : Claude Hoin, peintre français († 1817).
- 1er juillet : Heshen, fonctionnaire et homme politique chinois († 22 février 1799).
- 29 juillet : Fabre d'Églantine, acteur, dramaturge, poète et homme politique français († 5 avril 1794).
- 6 août : Jacques-Nicolas Perrault, homme d'affaires et homme politique canadien († 7 août 1812).
- 15 août : Joseph-Marie Godefroy de Tonnancour, homme politique canadien († 22 novembre 1834).
- 17 août : Pierre-David-Augustin Chapelle, musicien et compositeur français († 26 octobre 1822).
- 18 août : Antonio Salieri, compositeur italien († 7 mai 1825).
- 26 août : Marie-Zéphyrine de France, fille du dauphin († 2 septembre 1755).
- 18 novembre : Wolfgang Heribert von Dalberg, homme politique et auteur dramatique allemand († 27 septembre 1806).
- 24 novembre : Henri-Joseph Van Blarenberghe, peintre français († 1er décembre 1826).
- 4 décembre : Henri Grégoire dit l'Abbé Grégoire, prêtre catholique et homme politique français († 28 mai 1831).
- 6 décembre : Pierre-Henri de Valenciennes, peintre français († 16 février 1819).
- 15 décembre : Nicolas Joseph Florent Gilbert, poète français († 16 novembre 1780).
- 16 décembre : Giuseppe Velasco, peintre italien († 7 février 1827).
- 25 décembre : Claude-Pierre de Delay d'Agier, écrivain et homme politique français († 4 août 1827).
- Date précise inconnue :
  - Luigi Agricola, graveur et peintre italien († après 1821).
  - Matteo Desiderato, peintre italien († 1827).
  - Moïse Ensheim, mathématicien français et poète liturgique.
  - Jean-Baptiste-François Génillion, peintre et ingénieur français († 27 janvier 1829).
  - Túpac Katari, chef rebelle aymara († 15 novembre 1781).
  - Sengai, moine bouddhiste et peintre japonais († 1837).
- Vers 1750 :
  - Ali Pacha de Janina, gouverneur de la région de l'Épire pour le compte de l'Empire ottoman († 5 février 1822).
  - Ivan Pratch, compositeur bohémien († 1818).

## Décès en 1750
- 22 janvier : Urbain Plancher, historien français (° 1667).
- 23 janvier : Ludovico Antonio Muratori, historien italien (° 20 octobre 1672).
- janvier : Jean Masson, pasteur français actif en Angleterre, philologue et biographe (° 1680).
- 18 février : Georg Bernhard Bilfinger, philosophe, mathématicien et scientifique allemand (° 23 janvier 1693).
- 27 février : Alberto de Churriguera, sculpteur de retables et architecte baroque espagnol (° 7 août 1676)[19].
- 7 mars[20] : Cornelis Troost, peintre hollandais (° 1697).
- 29 avril : Egid Quirin Asam, sculpteur, stucateur et maître d'œuvre allemand du baroque tardif (° 1er septembre 1692).
- Avril : Guillaume Taraval, peintre suédois d'origine française (° 21 décembre 1701).
- 9 juin : Mattia Bortoloni, peintre rococo italien (° 31 mars 1695).
- 15 juin : Marguerite de Launay, baronne Staal, mémorialiste et écrivaine française (° 30 août 1693).
- 6 juillet : Jean Diot et Bruno Lenoir, étranglés puis brûlés à Paris pour sodomie (° vers 1710 ; ° vers 1727).
- 28 juillet : Jean-Sébastien Bach, compositeur allemand (° 31 mars 1685).
- 31 juillet : Juste Aurèle Meissonnier, dessinateur, peintre, sculpteur, architecte et orfèvre français (° 1695).
- 12 août : Rachel Ruysch, peintre néerlandaise (° 3 juin 1664).
- 30 novembre : Maurice de Saxe, maréchal général de France (° 28 octobre 1696).
- Date précise inconnue :
  - Davide Campi, peintre baroque italien de l'école génoise (° 1683).
  - Leonardo Coccorante, peintre italien (° 1680).
  - Mouhammad Khan, prince afghan de la dynastie des Durrani, chef de la famille des Abdali (° vers 1690).
  - Luigi Merci, musicien et compositeur probablement issu d'une famille franco-anglaise (° vers 1695).